# نيلي لوبيز
نيلي لوبيز (بالإسبانية: Nelly Beltrán)‏ هي ممثلة أرجنتينية، ولدت في 29 أغسطس 1925 ببوينس آيرس في الأرجنتين، وتوفيت بنفس المكان في 2 ديسمبر 2007.

## وصلات خارجية
- نيلي لوبيز على موقع IMDb (الإنجليزية)
- نيلي لوبيز على موقع قاعدة بيانات الفيلم (الإنجليزية)